# Ydstebøhamn
Ydstebøhamn (eller Ydstebøhavn) är en kyrkby som utgör centralort och enda tätort i Kvitsøy kommun i Rogaland fylke i Norge. Orten ligger på södra delen av ön Kvitsøy. Här finns Kvitsøy kyrka.

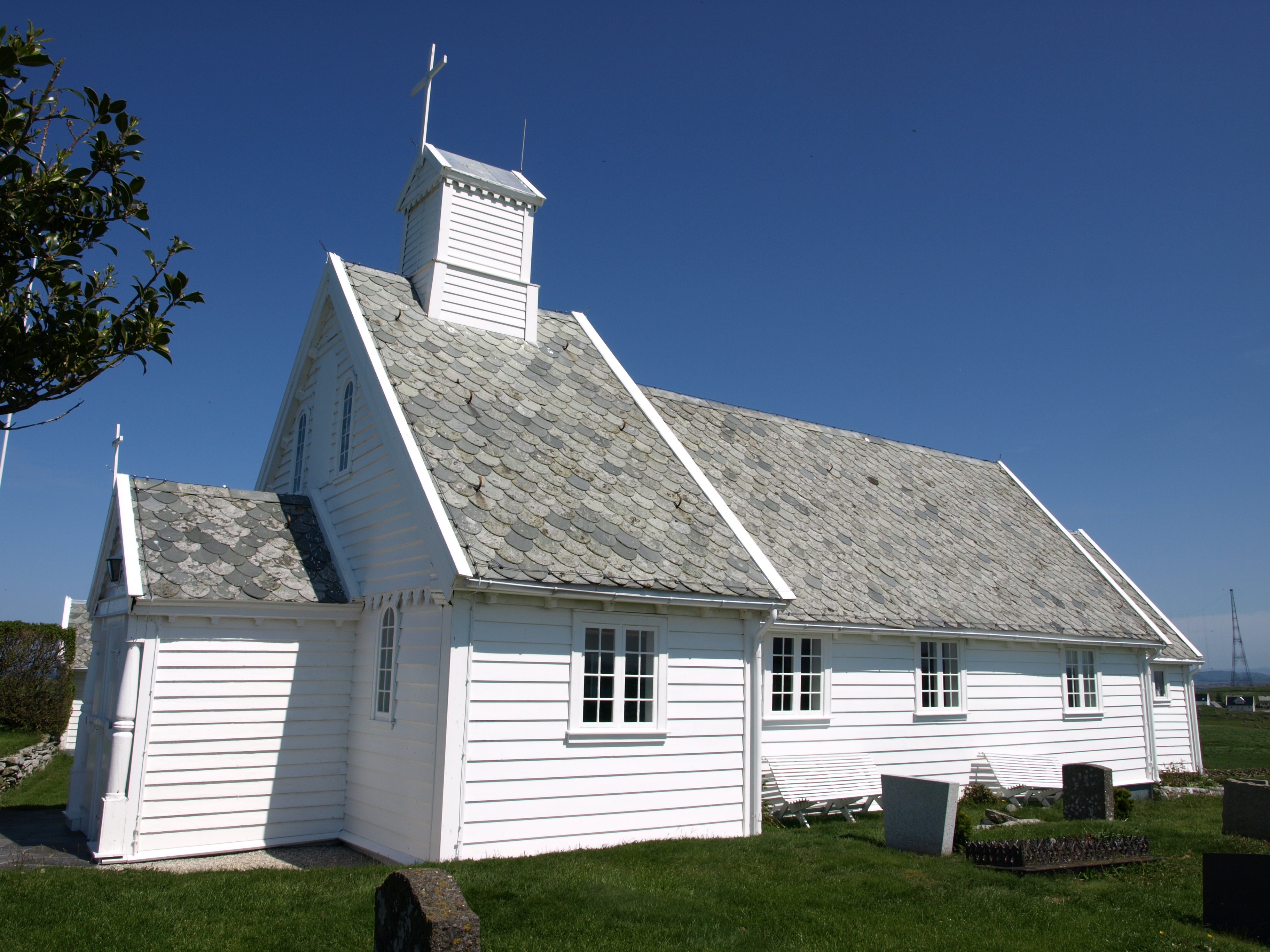
Kvitsøy kyrka.